# Волошкове (Полтавський район)
Волошко́ве (колишня назва Хрести) — село в Україні, у Опішнянській селищній громаді Полтавського району Полтавської області. Населення становить 225 осіб. Орган місцевого самоврядування — Човно-Федорівська сільська рада.

## Географія
Село Волошкове знаходиться на відстані до 1,5 км від сіл Бухалівка, Заїки та Пругли. По селу протікає пересихаючий струмок з загатою. Поруч проходить автомобільна дорога Т 1710 (Р42).

## Історія
1859 року у  казеноому хуторі Скибины налічувалось 12 двори, мешкало 75 особи (39 чоловічої статі та 36 — жіночої).

## Населення

### Мова
Розподіл населення за рідною мовою за даними перепису 2001 року:
| Мова       | Відсоток |
| ---------- | -------- |
| українська | 88%      |
| російська  | 4,89%    |
| інші       | 7,11%    |

## Відомі люди
- У Волошковому народилася Пінчук Мотрона Федорівна (1928—2001), голова колгоспу «Маяк», заслужений працівник сільського господарства, почесний громадянин Зіньківщини.
- Уродженцем села є Герой Соціалістичної Праці Федюн Іван Маркович (1935—1991), почесний громадянин Зіньківщини.